# Western and Central Pacific Fisheries Commission
Die Western and Central Pacific Fisheries Commission (WCPFC) ist eine Internationale Organisation im Pazifik mit Sitz in Kolonia (Föderierte Staaten von Mikronesien). Sie existiert seit dem 19. Juni 2004. Ihre derzeitige Exekutivdirektorin ist seit März 2023 die Marshallerin Rhea Moss-Christian.

## Tätigkeiten
Die Tätigkeiten der WCPFC basieren auf dem am 5. September 2000 in Honolulu unterzeichneten Übereinkommen über die Erhaltung und Bewirtschaftung weit wandernder Fischbestände im westlichen und mittleren Pazifik (WCPFC-Übereinkommen). Ziel des Übereinkommens ist, durch wirksame Bewirtschaftungsmaßnahmen die langfristige Erhaltung und die nachhaltige Nutzung der weit wandernden Fischbestände im westlichen und mittleren Pazifik gemäß dem Seerechtsübereinkommen der Vereinten Nationen und dem UN-Übereinkommen von 1995 über Fischbestände sicherzustellen.
Die WCPFC besteht aus Vertretern der Vertragsparteien des WCPFC-Übereinkommens. Die Vertreter weiterer Staaten und Entitäten nehmen an ihrer Arbeit teil. Sie tagt mindestens jährlich und trifft die Maßnahmen, die zur Umsetzung der Ziele des WCPFC-Übereinkommens erforderlich sind. Dies sind insbesondere der Erlass von Schutzvorschriften sowie die Festsetzung von Gesamtfangmengen.
Als nachgeordnete Gremien der Kommission existieren ein Wissenschaftlicher Ausschuss und
ein Technischer Durchführungsausschuss, die für die Kommission Gutachten und Empfehlungen ausarbeiten.

## Mitglieder
Vertragsparteien und damit Mitglieder der Organisation sind:
- Australien
- Kanada
- Volksrepublik China
- Cookinseln
- Föderierte Staaten von Mikronesien
- Fidschi
- Frankreich
- Japan
- Kiribati
- Marshallinseln
- Nauru
- Neuseeland
- Niue
- Palau
- Papua-Neuguinea
- Philippinen
- Republik Korea
- Samoa
- Salomonen
- Tonga
- Tuvalu
- Vereinigte Staaten
- Vanuatu

sowie
- die Europäische Union nach Maßgabe von Art. 35 Abs. 2 des WCPFC-Übereinkommens.

Indonesien sowie das Vereinigte Königreich (im Namen der Inseln Pitcairn, Henderson, Ducie und Oeno) haben von ihrem Recht zur Vollmitgliedschaft bislang keinen Gebrauch gemacht.
Zur Teilnahme an der Kommission berechtigt, ohne jedoch eigenständige Mitglieder zu sein, sind aufgrund entsprechender Genehmigung der für ihre internationalen Angelegenheiten zuständigen Vertragspartei nach Art. 43 des WCPFC-Übereinkommens:
- Amerikanisch-Samoa
- Französisch-Polynesien
- Guam
- Neukaledonien
- Nördliche Marianen
- Tokelau
- Wallis und Futuna.

Ebenfalls zur Teilnahme an der Kommission berechtigt ist nach Maßgabe des Art. 9 Abs. 2 des WCPFC-Übereinkommens und einer hierauf basierenden separaten Übereinkunft die als fishing entity Chinese Taipei bezeichnete Republik China.
Kooperierende Nichtmitglieder:
- Belize
- Indonesien
- Senegal
- Mexiko
- El Salvador
- Ecuador
- Vietnam